# Chémery-Chéhéry
Chémery-Chéhéry – gmina we Francji, w regionie Grand Est, w departamencie Ardeny. Została utworzona 1 stycznia 2016 roku z połączenia dwóch wcześniejszych gmin: Chéhéry oraz Chémery-sur-Bar. Siedzibą gminy została miejscowość Chémery-sur-Bar. W 2013 roku populacja wyżej wymienionych gmin wynosiła 556 mieszkańców.